# Entrismo
L'entrismo è una pratica politica impiegata da alcuni gruppi trotskisti che consiste nell'affiliazione nei grandi partiti di massa (comunisti, in primo luogo, ma, se del caso, anche socialisti, socialdemocratici e perfino anche solo genericamente progressisti) dei rispettivi Paesi, con l'obiettivo di trasformarli da riformisti a rivoluzionari. Con questa tattica si voleva tentare di mantenere un contatto quotidiano con decine di migliaia di lavoratori, guadagnare il diritto a partecipare alla discussione sugli obiettivi del movimento ed allo stesso tempo provare ogni giorno le idee nelle azioni delle masse.

## Storia
Stalin, dopo aver vinto il quindicesimo congresso del Partito Comunista dell'Unione Sovietica, cominciò a imporre la sua concezione di socialismo in un solo paese sia nell'Unione Sovietica che nel comunismo internazionale. I trotskisti ed altri oppositori allo stalinismo, che formavano l'opposizione di sinistra internazionale, erano rimasti in minoranza in tutti i Partiti comunisti, e Stalin cominciò a perseguitarli in tutto il mondo, usando membri dei partiti comunisti locali e agenti del NKVD.
Gli oppositori alla linea staliniana si trovarono ovunque in minoranza, ed a volte fu privata loro la capacità di incidere sulla politica dei propri partiti, molti di essi furono espulsi dalle proprie organizzazioni politiche.
I principali leader (Lev Trotsky, Andreu Nin, ecc) e molti membri o semplici simpatizzanti dell'opposizione di sinistra furono uccisi o fatti scomparire.
Inoltre l'opposizione non aveva un'organizzazione unica né leader ufficiali. Perfino Trotsky, nonostante fosse probabilmente il più rispettato, contava solo grazie all'appoggio di tutti i gruppi dispersi nel mondo. In questo contesto venne proposta la pratica entrista, per conquistare simpatizzanti e trasformare i partiti locali da riformisti a rivoluzionari; fu sostenuta dallo stesso Trotsky e da altri membri distaccati a partire dagli anni trenta, e ciò provocò grandi polemiche che acutizzarono le fratture interne. Molti attaccarono gli entristi condannandoli come opportunisti che volevano dissolvere la IV Internazionale nella II.